# Negovanovtsi
Negovanovtsi (Bulgaars: Неговановци) is een dorp in Bulgarije. Het is gelegen in de gemeente Novo Selo, oblast Vidin en telde op 31 december 2019 zo'n 499 inwoners.

## Bevolking
De eerste volkstelling van het Vorstendom Bulgarije registreerde 665 inwoners, waarvan 588 etnische Vlachen (±88%), 70 etnische Bulgaren (±11%) en 7 Joden (±1%).
Op 31 december 2019 telde het dorp Negovanovtsi 499 inwoners. Nagenoeg alle inwoners waren etnische Bulgaren (±98,6%).
| dorp Negovanovtsi | 665 | 1 572 | 1 695 | 1 440 | 1 485 | 1 435 | 1 152 | 986 | 842 | 598 | 499 |